# John Berkeley, 1. Baron Berkeley of Stratton

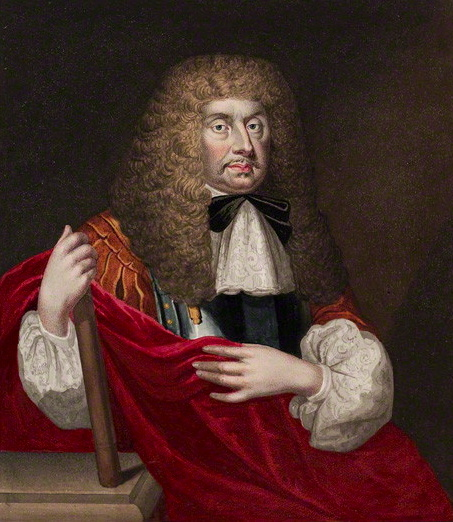
Posthumes Bild von John Berkeley, 1. Baron Berkeley of Stratton

John Berkeley, 1. Baron Berkeley of Stratton PC (* 1602; † 28. August 1678) war ein englischer royalistischer Militärführer im Englischen Bürgerkrieg. Er war ein enger Vertrauter des James, Duke of York.

## Leben
John Berkeley war der zweite Sohn von Sir Maurice Berkeley und seiner Frau Elizabeth Killigrew. Er stammte aus der Familie von Robert Fitzharding, der im 12. Jahrhundert mit der Baronie von Berkeley in Gloucestershire belehnt worden war.
Bis 1637 war er Botschafter Karls I. bei Christina von Schweden. Seit 1642 kämpfte er auf Seiten der Royalisten im Englischen Bürgerkrieg, unter anderem beim Sieg in der Schlacht von Stratton 1643. 1647 ermöglichte John Berkeley dem gefangen genommenen König Karl I. die Flucht aus dem Hampton Court Palace. Dessen Flucht endete jedoch auf der Insel Wight, wo er wieder in Gefangenschaft geriet, nach London gebracht und schließlich am 30. Januar 1649 hingerichtet wurde. Zwischen 1648 und 1658 war Berkeley im Exil in Frankreich, wo er 1658 von Karl II. zum Dank zum Baron Berkeley of Stratton erhoben wurde. Nach dem Tod Oliver Cromwells und der Amtsaufgabe seines Sohnes Richard Cromwell bestieg Karl II. am 29. Mai 1660 den Thron von England. 1661 wurde er zum Lord President von Connaught ernannt, 1663 zum Mitglied des Privy Council. Vom 4. Februar 1670 bis 21. Mai 1672 war er Lord Lieutenant of Ireland.
Zudem war er einer der Lord Proprietors, die mit der Regierung und Verwaltung der englischen Kolonien Carolina und New Jersey beauftragt wurden. Kurz vor seinem Tod verkaufte John Berkeley seinen Teil an der Provinz New Jersey an die Quäker. Berkeley wurde am 5. September 1678 in St. Mary’s Church, Twickenham, begraben.
John Berkeley war mit Christiana Riccard, einer Kaufmannstochter, verheiratet und hatte drei Söhne und eine Tochter:
- Charles Berkeley, 2. Baron Berkeley of Stratton (1662–1681), Captain der Royal Navy;
- John Berkeley, 3. Baron Berkeley of Stratton (um 1663–1697), Admiral der Royal Navy;
- William Berkeley, 4. Baron Berkeley of Stratton († 1741);
- Anne Berkeley.

Sein Bruder William Berkeley (1605–1677) war von 1641 bis 1652 und von 1660 bis 1677 Gouverneur der Kolonie Virginia.